# 六本木心中
「六本木心中」（ろっぽんぎしんじゅう）は、日本の歌手であるアン・ルイスの楽曲。自身の24枚目のシングルとして、1984年10月5日にビクター音楽産業よりリリースされた。
初期プレスは、アンがサングラスなしで写されている別ジャケットで、イントロのカウントないが、リリースから約1ヶ月後の1984年11月9日に、サングラスを着用したジャケットに差し替えられ、音源もリミックスを施したうえで、イントロのカウントが追加された。
リリース当初はさほど売れなかったが、有線から火が付いたことがきっかけとなり、カラオケで根強く支持され、1年以上チャートインし続けるロングヒットを記録した、アンの代表曲のひとつとなった。ロックの楽曲としては珍しいチャートアクションだった。
後述する『夜のヒットスタジオDELUXE』に於ける吉川晃司とのコラボレーションは、伝説的に語られている。
1986年1月21日にロングヴァージョンとして、「六本木心中<WILD VERSION>」（ろっぽんぎしんじゅう<ワイルド・ヴァージョン>）がリリースされた。

## 制作
前作「薔薇の奇蹟」に引き続き、合同酒精『ワリッカ・ハイボールCAN』ソングとして使用されたが、その際に歌詞の一部が差し替えられている。
作詞を担当した湯川れい子は、作曲を担当したNOBODYのメロディが録音されたテープを、当時ニューヨークへ向かう飛行機の中で深夜の薄明かりのもとで聴きながら歌詞を手がけ、ジョン・F・ケネディ国際空港に着陸する前には、すでに出来上がっていたという。歌詞に関する注文が特になかったため、湯川はアンのイメージを膨らませながら歌詞を書き、その際に浮かんだのが、サビの「桜吹雪にハラハラすがり あなたなしでは 生きてゆけぬ」というフレーズだったと語っている。
また、表題曲と「あゝ無情」（1986年）のモデルはいずれも吉川晃司としており、「あゝ無情」のサビにある「サングラス外したら吹き出しちゃうほどあどけない目をしてる」は吉川そのままで、「そんな年下の男に艶っぽく気風のいいアンちゃんを立ち向かわせた形でした」と話している。

## 記録
リリースからしばらく経過した1985年5月から、テレビ朝日系ドラマ『トライアングル・ブルー』のオープニングとして本曲が使用され、徐々に売り上げを伸ばしていく契機となった。その結果、オリコン発表の売上枚数は29.6万枚を記録した。
TBSテレビ『ザ・ベストテン』での最高順位は16位で、1982年7月に最高3位を記録した「ラ・セゾン」以来のランクインとはならなかったが、1984年10月17日放送の同番組 ″今週のスポットライト″ コーナーに生出演している（「今週のスポットライト」は、1978年6月「女はそれを我慢できない」以来2度目）。

## テレビ番組での披露
デビュー当時、渡辺プロダクションの先輩だったアンから大きな影響を受けた吉川晃司と共に、音楽番組『夜のヒットスタジオDELUXE』（フジテレビ系、1985年10月2日放送）に出演し、1番を歌唱後にアンが吉川を呼び寄せ、2人の性行為を連想させる過激なコラボレーションを見せた。当時の視聴者も「アンじゃなきゃ、あんなマネできない」「リハーサルなしで晃司はよくやった」などの評価を受けた。
オンエア当日は、古舘伊知郎の初司会の日であり、古舘は後に「初回で余裕も無くてテンパって、他のことは記憶が定かじゃないんですが、唯一、アンと吉川のコラボだけは今でも目に焼き付いて離れません」と当時の心境を語り、「全然いやらしくないんですよ、何かスポーツな感じがしました。終わって真理さんがすぐに『カッコいい』と言いましたね」と自身のYouTubeチャンネルで懐古しながらコメントしている。

## 評価
古舘伊知郎は「時あたかもバブル。六本木という街を挿入するだけでウケる。『六本木心中』『曾根崎心中』って、"心中"と"六本木"というミスマッチですよ。後に荻野目ちゃんが『六本木純情派』って曲り出しますけど、やっぱり"純情派"と"六本木"という不思議な感じだし、合わないものを合わせるという、曲のタイトルからバブルの時代を象徴していると思います」と解説している。

## 収録曲

### 7インチシングル盤
- 全編曲：伊藤銀次

1. 六本木心中
作詞：湯川れい子／作曲：NOBODY
2. IN PLEASURE
作詞：柴山俊之／作曲：伊藤銀次

### 12インチシングル盤
1. 六本木心中 <WILD VERSION>
作詞：湯川れい子／作曲：NOBODY／編曲：伊藤銀次
2. MIX'N ROLL <ANNIE'S EDIT MASTER MIX II>
EDIT：KUDO

## 相川七瀬によるカバー
「六本木心中」（ろっぽんぎしんじゅう）は、日本の歌手である相川七瀬の楽曲。自身の21枚目のシングルとして、2002年10月9日にMotorodよりリリースされた。

### 記録
「SEVEN SEAS」以来3作ぶりにオリコンチャートTOP10にランクインした。

### 収録曲
1. 六本木心中
作詞：湯川れい子／作曲：NOBODY／編曲：織田哲郎
2. 美しい日々
作詞：相川七瀬／作曲・編曲：織田哲郎
3. 六本木心中 (dj ajapai remix)
4. 六本木心中 (CMJK Mix)
5. 六本木心中 (Instrumental)

### 収録アルバム
六本木心中
- ID:2
- NANASE AIKAWA BEST ALBUM "ROCK or DIE"

## 優梨花によるカバー
「六本木心中」（ろっぽんぎしんじゅう）は、日本の読者モデルである中村優梨花の楽曲。優梨花名義のシングルとして、2012年11月28日にavex traxよりリリースされた。

### 背景
ファッション雑誌『SOUL SISTER』（ミリオン出版）のメインモデルとして活動していた中村優梨花が、優梨花名義として発表したシングルで、テレビ朝日系金曜ナイトドラマ『匿名探偵』の主題歌として使用された。

### ミュージック・ビデオ
ミュージック・ビデオは、トヨタ・ハイエース（100系）を改造したバットマン号をはじめ、一般社団法人全国哥麿会のデコトラや、カスタマイズされたトヨタ・セルシオ、トライクル、デコチャリなどが登場している。

### 収録曲
CD
1. 六本木心中
作詞：湯川れい子／作曲：NOBODY／編曲：大西克巳
2. MY EVERYTHING
作詞・作曲・編曲：岩田秀聡
3. 六本木心中 (Instrumental)
4. MY EVERYTHING (Instrumental)

DVD
1. 六本木心中 (Music Clip)

## その他のカバー
| アーティスト     | 収録作品（初出のみ）                                             | 発売日         | 備考                                           |
| 六本木心中       | 六本木心中                                                       | 六本木心中     | 六本木心中                                     |
| ---------------- | ---------------------------------------------------------------- | -------------- | ---------------------------------------------- |
| 本田美奈子       | 『ザ・ヴァージン・コンサート IN BUDOKANライヴ』                  | 1986年2月20日  |                                                |
| NOBODY           | 『NOBODY LIVE 2』                                                | 1987年4月6日   | 「DON'T YOU GO」というタイトルで、セルフカバー |
| 北出菜奈         | 『Cutie Bunny 〜菜奈的ロック大作戦♡ コードネームはC.B.R.〜』     | 2006年7月12日  |                                                |
| デーモン小暮閣下 | 『GIRLS' ROCK』                                                  | 2007年1月24日  |                                                |
| 石原詢子         | DVD『デビュー20周年記念 石原詢子リサイタル〜今・感謝を込めて〜』 | 2009年3月11日  |                                                |
| SCANDAL          | 『R-GIRL's ROCK!』                                               | 2010年11月17日 |                                                |
| 桑田佳祐         | 『昭和八十八年度! 第二回ひとり紅白歌合戦』                       | 2014年3月12日  |                                                |
| 内田あかり       | 『エンカのチカラ プレミアム《赤盤》』                            | 2014年11月19日 |                                                |
| JUJU             | 「六本木心中/ラヴ・イズ・オーヴァー」                            | 2016年9月21日  |                                                |
| 民謡ガールズ     | 「ミライ」（ガールズ盤）                                         | 2018年11月28日 |                                                |
| 奥井雅美         | 『マサミコブシ〜歌謡曲編〜』                                     | 2023年12月29日 |                                                |
| 松本孝弘         | 『THE HIT PARADE II』                                            | 2024年8月28日  | ボーカルはLiSA                                 |